# 1961 ve filmu

## Události
- Arthur Miller a Marilyn Monroe se rozvedli.
- Odpůrci filmové cenzury v USA zažili šok, když vrchní soud rozhodl, že právu na svobodu projevu neodporuje, budou-li filmy předkládány cenzurnímu úřadu
- Prudce klesal počet cenzurovaných filmů, především proto, že veřejné diskuse o dřívějších tabu nabývají na intenzitě.
- Wall Street Journal uveřejnil seznam zemí s nejobjemnější produkcí v 60. letech. V čele jstálo Japonsko (400 snímků za rok) a Indie (360 snímků za rok). Za nimi následovaly Turecko, Řecko a Egypt, jež stejně jako Indie vyráběly filmy téměř výhradně pro svůj domácí trh. V klasický filmových zemích, USA, Itálii a Francii, bylo natočeno přibližně 150 snímků ročně.
- Kongres katolických biskupů ve Washingtonu se zabýval amorálností ve filmu. V oficiálních prohlášeních si účastníci stěžovali, že ve filmu se stále častěji objevují scény násilí a sexu, ač se jedná o tabuizovaná témata, a systém dobrovolné autocenzury pozbývá na významu pro rostoucí počet zahraničních a nezávislých produkcí.
- Neofašisté zničili v Římě kino, kde se konala premiéra prvního hraného filmu Piera Paola Pasoliniho Accattone.
- Francouzští filmoví tvůrci Jean Rouch, Edgar Morin, Francois Reichenbach, Mario Ruspoli a Jean Herman pořídili pomocí ručních kamer neobvyklé reportáže a nazvali svůj styl „cinema verité“. Tato nová škola propagovala stejně jako americké „direct cinema“ angažované zaměření dokumentu na všednodennost a silně ovlivnila takové režiséry, jako byli Jean-Luc Godard a Chris Marker.[1]

## Nejvýdělečnější filmy roku
| Pořadí | Název                      | Země   | Tržba (v dolarech) |
| ------ | -------------------------- | ------ | ------------------ |
| 1.     | 101 dalmatinů              | USA    | 224 000 000        |
| 2.     | West Side Story            | USA    | 43 700 000         |
| 3.     | Cid                        | Itálie | 30 000 000         |
| 4.     | The Last Time I Saw Archie | USA    | 1 200 000          |

## Ocenění

### Oscar
Nejlepší film: West Side Story
Nejlepší režie: Robert Wise a Jerome Robbins - West Side Story
Nejlepší mužský herecký výkon: Maximilian Schell - Norimberský proces
Nejlepší ženský herecký výkon: Sophia Lorenová - Horalka
Nejlepší mužský herecký výkon ve vedlejší roli: George Chakiris - West Side Story
Nejlepší ženský herecký výkon ve vedlejší roli: Rita Moreno - West Side Story
Nejlepší cizojazyčný film: Jako v zrcadle (Sasom i en spegel), režie Ingmar Bergman, Švédsko

### Zlatý Glóbus
Drama
Nejlepší film: Děla z Navarone
Nejlepší herec: Maximilian Schell - Norimberský proces
Nejlepší herečka: Geraldine Page - Summer and Smoke
Muzikál nebo komedie
Nejlepší film: A Majority of One a West Side Story
Nejlepší herec: Glenn Ford - Plná kapsa zázraků
Nejlepší herečka: Rosalind Russell - A Majority of One
Jiné
Nejlepší režie: Stanley Kramer - Norimberský proces

## Narozeniny
- 13. ledna - Julia Louis-Dreyfus , herečka
- 11. února - Carey Lowell, herečka
- 21. února - Christopher Atkins, herec (Modrá laguna)
- 3. dubna - Eddie Murphy, americký herec a komik
- 6. duben - Gene Eugene, herec, zpěvák
- 6. května - George Clooney, americký herec, spisovatel, režisér a producent
- 9. června - Michael J. Fox, herec (Návrat do budoucnosti)
- 15. července - Forest Whitaker, herec
- 18. července - Elizabeth McGovern, herečka
- 31. října - Peter Jackson, režisér
- 14. listopadu - D. B. Sweeney, americký herec
- 19. listopadu - Meg Ryanová, herečka

## Úmrtí
- 2. února - Anna May Wong, americká herečka
- 17. února - Nita Naldi, americká herečka
- 6. března - George Formby, britský herec, bavič
- 12. března - Belinda Lee, britská herečka
- 4. května - Anita Stewart, americká herečka
- 13. května - Gary Cooper, americký herec
- 22. května - Joan Davis, americká herečka
- 17. června - Jeff Chandler, americký herec
- 4. srpna - Maurice Tourneur, francouzský filmový režisér
- 27. srpna - Gail Russellová, americká herečka
- 30. srpna - Charles Coburn, americký herec
- 10. září - Leo Carrillo, americký herec
- 22. září - Marion Davies, americká herečka
- 11. října - Chico Marx, americký herec
- 13. října - Maya Deren, americký experimentální filmař
- 18. října - Tsuru Aoki, americká herečka původem z Japonska
- 22. října - Joseph Schenck, americký průkopník filmového průmyslu původem z Ruska
- 15. listopadu - Elsie Ferguson, americká divadelní a filmová herečka
- 24. listopadu - Ruth Chatterton, americká herečka

## Filmové debuty
- Warren Beatty